# Alondras Club de Fútbol
L'Alondras Club de Fútbol és un club de futbol gallec del municipi de Cangas, a la província de Pontevedra. Actualment juga al grup 1 de la Tercera divisió.

## Estadi
L'Alondras juga els seus partits com a local al Campo do Morrazo, amb capacitat per 2.500 espectadors. El terreny de joc és de gesta artificial i és propietat de l'equip, cedit durant 25 anys per l'Ajuntament de Cangas.

## Dades del club
- Temporades a Primera: 0
- Temporades a Segona: 0
- Temporades a Segona B: 0
- Temporades a Tercera Divisió: 40 (comptant la 2016-17)

## Palmarès
- Subcampió de Tercera Divisió (2): 2001-02, 2011-12.
- Campionat Gallec d'Aficionats (3): 1965-66, 1972-73, 1976-77.
- Copa Deputación de Pontevedra (1): 2007-08.